# Kunst im öffentlichen Raum in Schmallenberg
Kunst im öffentlichen Raum in Schmallenberg umfasst öffentlich zugängliche Plastiken, Skulpturen, Brunnen, Wandmalereien, Mosaike und Graffiti im Gebiet der Stadt Schmallenberg im Hochsauerlandkreis. Die nachstehende Liste von Kunstwerken im öffentlichen Raum ist nicht vollständig. Sie wird kontinuierlich ergänzt.

## Liste
| Bild           | Titel/Bezeichnung                     | Standort                                                                         | Künstler            | Entstehung | Anmerkungen |
| -------------- | ------------------------------------- | -------------------------------------------------------------------------------- | ------------------- | ---------- | --- |
| weitere Bilder | Schmallenberger Breybalg              | Weststraße/Ecke Oststraße Lage                                                   | Werner Klenk        | 2009       | Die lebensgroße Bronzeskulptur soll daran erinnern, dass wegen einer drohenden Hungersnot nach dem Schmallenberger Stadtbrand von 1822 die umliegenden Orte mit Getreide aushalfen, das von den Schmallenbergern als Brei verzehrt wurde. Der Name Breybalg (Breibauch) für die Schmallenberger Einwohner hat sich in der Umgebung bis heute gehalten. |
|                | Der Wächter                           | im Park hinter dem Rathaus zwischen dem Zehnthofweg und der Straße Auf der Mauer | Ansgar Nierhoff     | 2008       | Ca. vier Tonnen schwere Stahlskulptur. |
|                | Relief des ehemaligen Kriegerdenkmals |                                                                                  | Eugen Senge-Platten | 1923       | |
|                | Schmallenberger Pfennig               | vor der Stadtsparkasse Schmallenberg                                             |                     |            | Stilisierte Nachbildung der Rückseite des mittelalterlichen Schmallenberger Pfennigs. |
|                | Das Blaue Wunder                      | Kurpark Schmallenberg, Kunsthaus Alte Mühle, Unter der Stadtmauer 4 Lage         | Heinrich Brummack   | 2001       | Die Skulptur aus Stahl, vergoldeter Bronze und Kunststoff stellt einen überlebensgroßen, angelnden Hasen dar. |
|                | Der Krummstab                         | Schanze, Waldskulpturenweg / Kyrillpfad Schanze Lage                             | Heinrich Brummack   | 2005       | Auf der Innenseite der 2500 kg schweren und 750 cm hohen Aluminiumskulptur ist das Lutherzitat „Eine allzu große Macht stürzt durch ihre eigene Masse“ eingraviert. |
|                | Hexenplatz                            | Oberkirchen, Waldskulpturenweg Lage                                              | Lili Fischer        | 2003       | Die Arbeit soll vom „Mythos Hexe“ zeugen und gleichzeitig auf die reale Hexenverfolgung aufmerksam machen. |
|                | Blinker II – Ein Lichtspieltheater    | Almert, Waldskulpturenweg Lage                                                   | Timm Ulrichs        | 2007–2010  | Stahlgestell mit 196 beweglich aufgehängten, polierten Edelstahlrechtecken. |
|                | Über den Teichen                      | Grafschaft, Waldskulpturenweg Lage                                               | Andreas Oldörp      | 2001       | Rund 650 cm hohe Klanginstallation aus sieben, innen mit Stahlrohr verstärkten Kupferrohren. |
|                | Der Wettbewerb                        | Waldskulpturenweg, verschiedene Standorte                                        | Jochen Gerz         | 2002–2004  | Beschriftete Metalltafeln |